# グッドイナフ (ファッションブランド)
グッドイナフ（GOODENOUGH）は日本のストリートブランドである。

## 概要
1990年頃、SKATE THINGが藤原ヒロシにTシャツを作りたいと相談した事からブランドが始まる。創立メンバーは藤原、スケートシング、岩井徹、水次の4人。ブランド名は藤原ヒロシが考案。
長年デザイナーが明らかにされていなかったが、その理由として藤原は「僕がやってると言うと、服本来を見てもらえずに、買ってくれる人たちは買ってくれるし、嫌っている人たちには無視されそうだから、それをなくしたくて、名前を出さなかったんです。」と語っている。

## 歴史
- 1990年 - ブランド設立
- 1998年 - 突然ブランドが活動休止する。(休止期間は半年間)
- 1999年 - 活動再開
- 2004年 - セカンドライン「リゾネイト・グッドイナフ（RESONATE GOODENOUGH）」をスタート
- 2017年 - ブランド終了

## リンク
- GOODENOUGH OFFICIAL WEBSITE
- グッドイナフ : GOODENOUGH - ファッションプレス